# Tilletia laevis
Tilletia laevis är en svampart som beskrevs av J.G. Kühn 1873. Tilletia laevis ingår i släktet Tilletia och familjen Tilletiaceae.   Inga underarter finns listade i Catalogue of Life.